# OQO Model 02

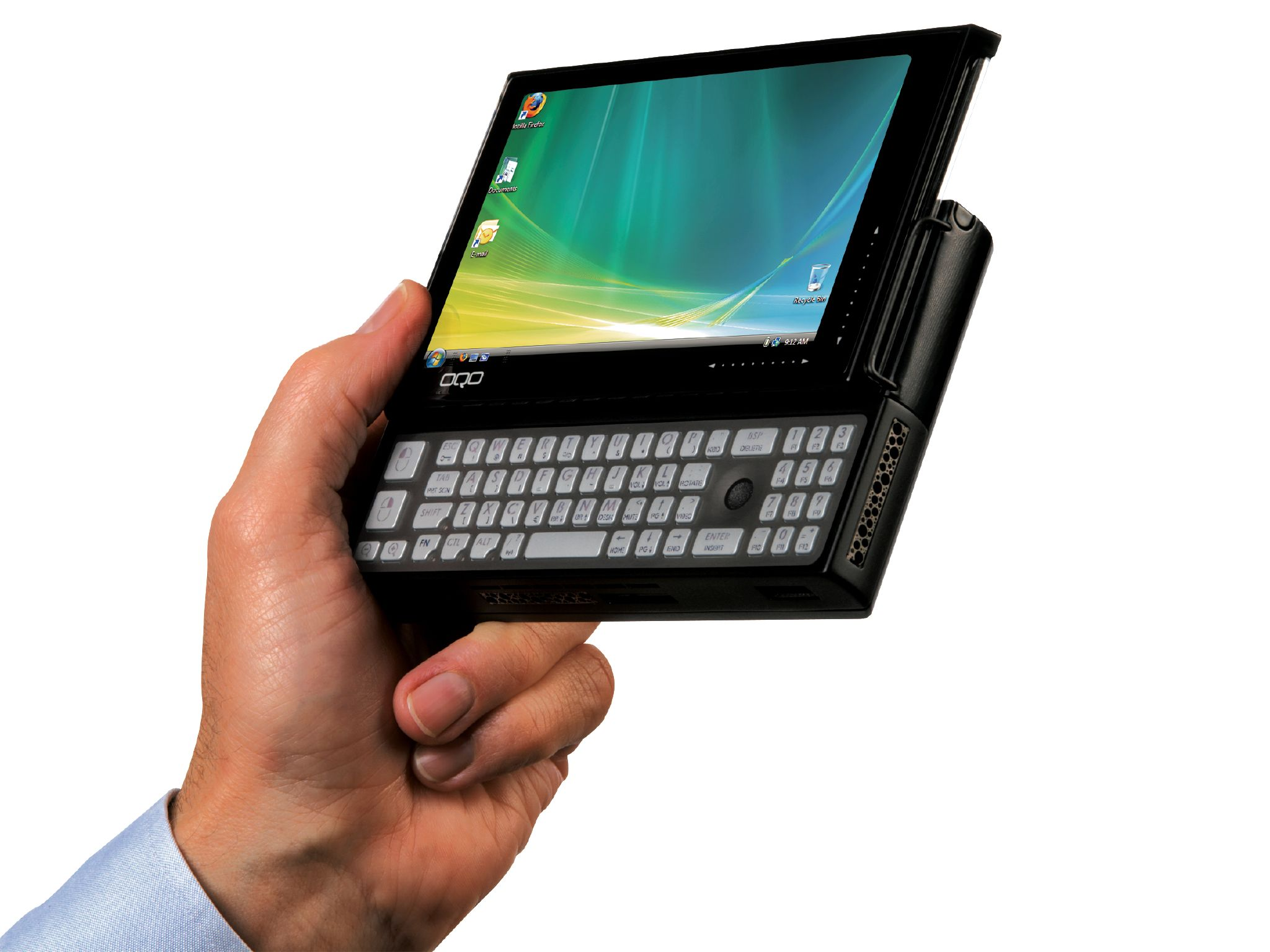
OQO Model 02

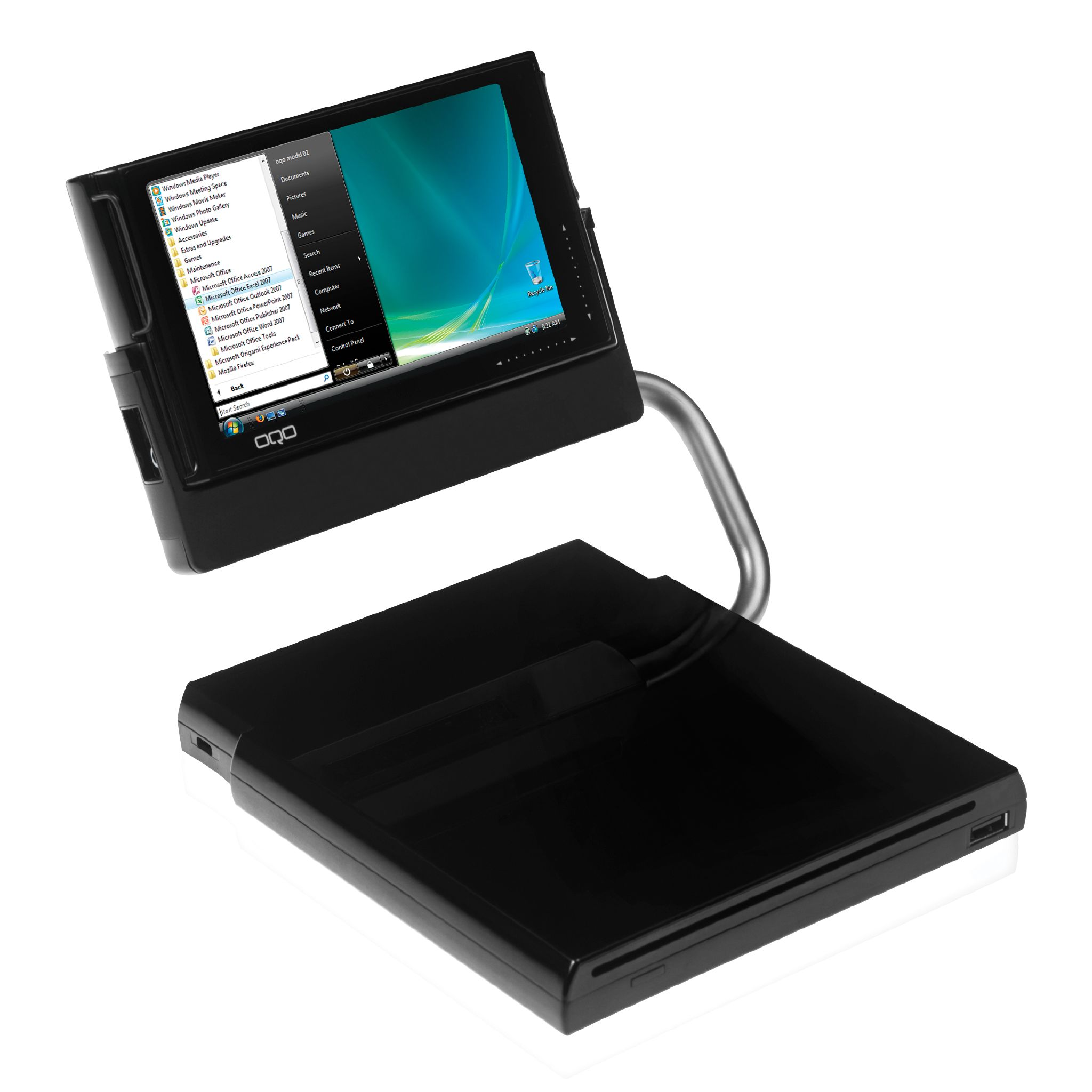
带扩展坞的 OQO Model 02

OQO Model 02为OQO所发布的第三台超级移动电脑，也是目前超级移动电脑最好的例子之一（其他一个为三星Q1）。OQO Model 02最早发布于2006年，目前已经可以在其官方网站上直接购买。OQO Model 02采用了 VIA 1.5 GHz 处理器、60 GB 硬盘、1 GB DDR2 内存、5 寸 800x480 pixel 分辨率屏幕、蓝牙 2.0、802.11a/b/g WiFi。

## 相关报道
- （简体中文）不是 UMPC、PDA 手机，我是移动电脑：OQO Model 02（页面存档备份，存于）

## 相关
- （英文）官方首页
- OQO Model 01